# Aen Sauerborn
Aen Sauerborn (* 19. Juni 1933 in Koblenz; † 13. Mai 2020 in Lahnstein) war eine deutsche Malerin, Bildhauerin und Objektkünstlerin.

## Leben

### Werdegang
Sie begann sich 1960 mit der Malerei zu beschäftigen und untersuchte 1964 Kreis- und Winkelformen. 
Sie erstellte 1966 und 1967 Materialbilder und 1968 kinetische Objekte (siehe Kinetische Kunst).
Ab 1968 reduzierte sie die Farbe auf ihren Bildern und entwickelte ihr späteres Formenvokabular; 1970 entstanden ihre ersten großen Formate von durchschnittlich 2 mal 2 Metern.
Sie hielt sich von 1971 bis 1972 in New York auf.
1974 hatte sie im Hessischen Landesmuseum in Darmstadt ihre erste Einzelausstellung und 1976/1977 erhielt sie ein Stipendium der Villa Massimo in Rom.
In den 1970er Jahren beteiligte sie sich an der Erstellung einer Ost-West-Mappe, in der die Kommunikation unter Künstlern in Ost- und Westdeutschland gefördert werden sollte; das Ministerium für Staatssicherheit verfolgte diese Aktion durch eigene Ermittlungen.
Aen Sauerborn war mit dem Publizisten Jürgen Ahrens verheiratet.
Ab 1989 lebte sie in Lahnstein.

### Künstlerisches Wirken
Aen Sauerborn malte autonome Bilder (siehe Autonomie des Kunstwerks), die in sich selbst ruhen. Ihre Werke waren durch Formen und Farben stark geprägt. In ihren Zeichnungen war ihr strukturelles Element ein Kreis mit meist quadratischem Bildfeld als zentraler Figur, die durch waagerechte, senkrechte oder diagonale Linien überschnitten, und die sich zu Konturen von Rechtecken und Quadraten zusammenfügten. Ihre Bilder wirken auf den ersten Blick, durch die Reduktion der Farbwerte monochrom Weiß, denn das Weiße dominiert. Sie trug die Farben gleichmäßig auf, sodass sie scheinbar ineinander zerfließen, das heißt, sie überstrahlten einander.
Die Bilder waren für einen zweiten Blick gedacht, ein flüchtiger Betrachter konnte die kaum wahrnehmbaren Farbnuancen nicht unterscheiden, eingefahrene Sehgewohnheiten mussten hier aufgegeben werden. Sie verzichtete auf den flüchtigen Betrachter, denn ihre Kunst richtete sich in ihrer Zurückgenommenheit, Reduzierung, Stille und Kontemplation nicht an die Massen, sondern an das sensible Individuum, das „sieht“; Bilder also gegen die Vermassung. Durch die Größe ihrer Bilder gewährleistete sie die Distanz zum Betrachter, denn wenn dieser zu nahe tritt, verliert er den Überblick und wird von dem ihn umgebenden Bildkontinuum geradezu aufgesaugt.

## Kunst im öffentlichen Raum

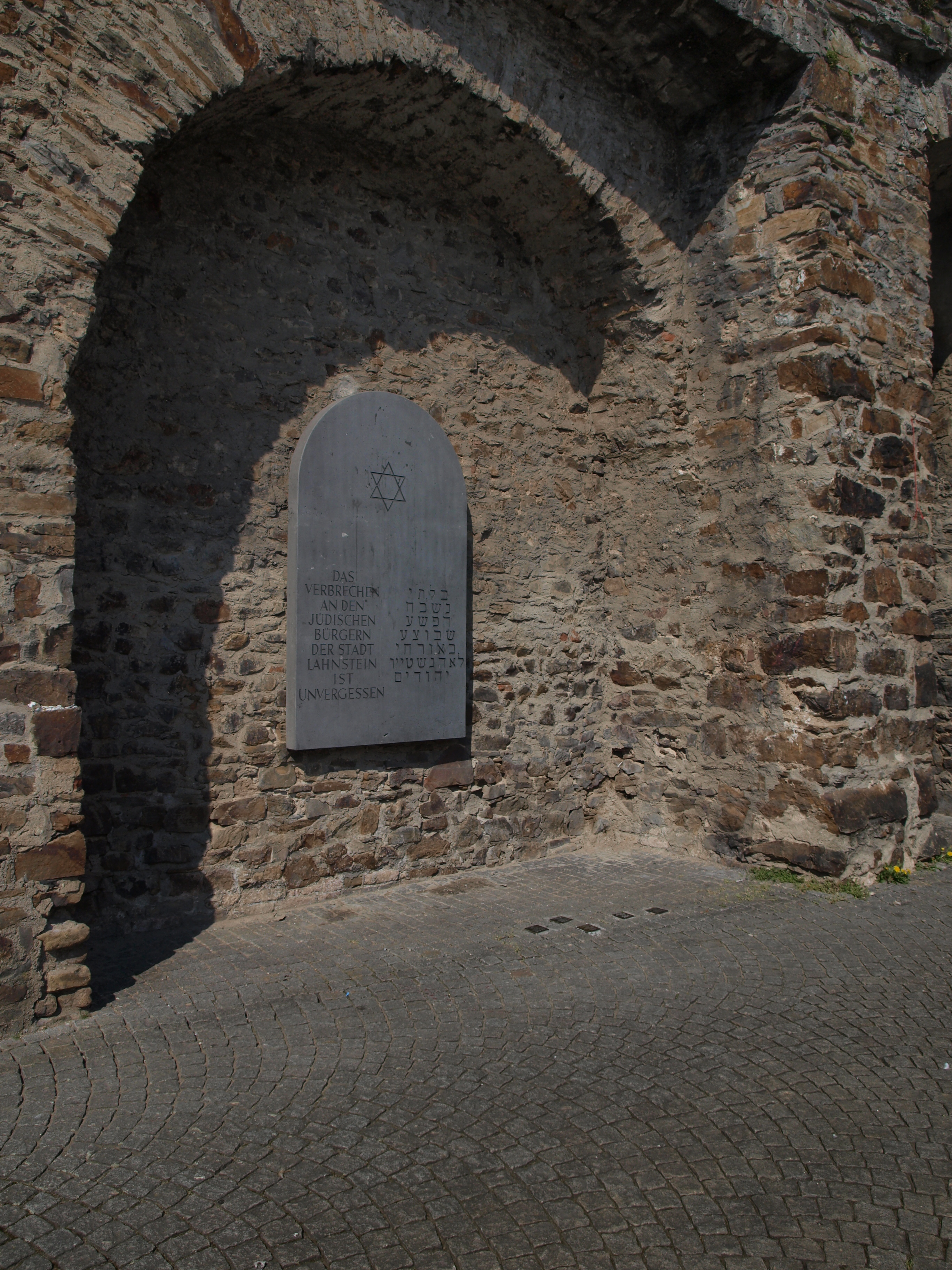
Mahntafel am Salhofplatz in Lahnstein

Aen Sauerborn hat neben Wandgemälden, Druckgrafiken, Zeichnungen und Skulpturen auch Kunstwerke für den öffentlichen Raum geschaffen. Zum Beispiel steht seit 1986 in Koblenz eine Großplastik, die aus einem kreisförmigen Sandsteinblock besteht und ein Gewicht von 80 Zentnern hat. Diese Plastik ruht auf einem Sockel aus poliertem Edelstahl vor dem Gymnasium auf dem Asterstein.
An der Autobahn A 61 bei Brohltal ist eine Wasserskulptur von ihr zu sehen. Basalt und Plexiglas, die von ihr bevorzugten Materialien, treten in einen Dialog mit der Umgebung; Wolken, Licht und Sonne spiegeln sich darin.
Eine 6,80 m hohe Edelstahl-Skulptur von ihr steht vor der Pfälzischen Landesbibliothek und dem Landesarchiv Speyer.
1987 schuf sie eine Skulptur in Form einer aufrecht stehenden Kreisscheibe für den Campus des Bildungs- und Wissenschaftszentrum der Bundesfinanzverwaltung in Münster.
In Lahnstein engagierte sie sich 2004 bei der Installation einer Mahntafel an der Lahnsteiner Stadtmauer auf dem Salhofplatz, die die Erinnerung an die ermordeten Lahnsteiner Bürgerinnen und Bürger des Holocaust wachhalten soll; sie gestaltete die Tafel ohne Honorar.
Kunst im öffentlichen Raum und Kunst am Bau schuf sie unter anderem 1974 für das Schulzentrum Plaidt, 1981 am Stresemannufer in Mainz, von 1981 bis 1982 für das Arbeitsamt Koblenz sowie 1987 für die Zollanlage des Grenzübergangs Goch.

## Mitgliedschaften
Seit 1975 war Aen Sauerborn Mitglied des Deutschen Künstlerbunds.

## Ehrungen und Auszeichnungen
2003 erhielt Aen Sauerborn den Kunstpreis des Berufsverbandes Bildender Künstler (BKK) durch eine Jury aus Vertretern der BKK und des Sparkassen- und Giroverbandes verliehen.

## Ausstellungen (Auswahl)
- Bonn: Kupferstichkabinett des Rheinischen Landesmuseums;
- Darmstadt: Hessisches Landesmuseum;
- Dierdorf: Galerie Bortolotti;
- Dresden: Staatliche Kunstsammlungen Dresden, Kupferstichkabinett;
- Freiburg: Galerie Passmann;
- St. Goar: Museum Burg Rheinfels;
- Koblenz: Mittelrhein-Museum;
- Köln: Kupferstichkabinett des Wallraf-Richartz-Museum;
- Ludwigshafen: Wilhelm-Hack-Museum;
- Mainz: Mittelrheinisches Landesmuseum;
- Rom: Accademia Te desca Villa Massimo;
- Rottweil: Stadtverwaltung;
- Viersen: Städtische Galerie im Park Viersen.

## Schriften (Auswahl)
- Texte 70–71. Kunstverein Bonn, Rheinisches Landesmuseum. Bonn, 1972.
- 32 Zeichnungen mit Texten von Helmut Heißenbüttel, Bernhard Kerber und Aen Sauerborn. Leutesdorf, 1975.
- Der Raum in meinen Bildern. In: Kunstreport 1/2, Mai 1978, S. 45 f.